# Capriglio (Tizzano Val Parma)
Capriglio è una frazione del comune di Tizzano Val Parma, in provincia di Parma.
La località dista 4,76 km dal capoluogo.

## Geografia fisica
Capriglio sorge alla quota di 1002 m s.l.m., sulle propaggini nord-orientali del Corno di Caneto, a est del monte Caio; a breve distanza dall'abitato in direzione sud-est è posta la località di Casagalvana, situata alla quota di 1079 m s.l.m. I due paesi si trovano in prossimità delle fonti del torrente Bardea, affluente sinistro del torrente Enza.

## Origini del nome
Il toponimo della frazione ha origine dal latino, forse dallo zoonimo Capriculum, in riferimento alla presenza di pascoli di capre, oppure dal prediale Caprilius.

## Storia
Il borgo di Capriglio fu fondato in epoca medievale; la più antica testimonianza della sua esistenza risale al 1230, quando l'Ecclesie de Caverile fu nominata nel Capitulum seu Rotulus Decimarum della diocesi di Parma.
L'abitato e la vicina località di Casagalvana furono in seguito accorpati nel feudo di Belvedere, la cui rocca fu edificata a monte di Moragnano e Rusino nei primi anni del XV secolo, per volere del signore di Tizzano Ottobuono de' Terzi; nel 1409, in seguito all'uccisione del condottiero, il castello fu occupato da Odoardo Pallavicino, per conto del marchese di Ferrara Niccolò III d'Este.
Nel 1441 il duca di Milano Filippo Maria Visconti investì, in riconoscenza della loro fedeltà, i fratelli Guido e Giberto Terzi del feudo di Belvedere, elevato a contea nel 1450 da Francesco Sforza.
Nel 1551, durante la guerra di Parma, il castello fu assaltato da Camillo Rossi e la contea fu inglobata tra i domini rossiani. Nel 1666 il marchese Scipione, oberato dai debiti, fu costretto a cedere tutte le rocche appenniniche in suo possesso alla Camera Ducale di Parma, che nel 1774 assegnò il feudo di Belvedere, comprendente, oltre a Capriglio e Casagalvana, numerose altre località dei dintorni, al conte Giuseppe Camuti; quest'ultimo nel 1790 lo cedette, in cambio di alcune terre a Ronchetti di San Secondo, al conte Pietro Andrea Leggiadri Gallani, che ne mantenne i diritti fino al 1805, quando i decreti napoleonici sancirono la loro abolizione nell'ex ducato di Parma e Piacenza.
Nel 2013 tra Capriglio e Pianestolla si attivò un ampio fronte di frana, che, esteso su 100 000 ettari, interessò gran parte del fondovalle del torrente Bardea; tre anni dopo, in seguito alle copiose piogge autunnali, il movimento ripartì, lambendo il centro abitato di Capriglio e interessando la strada per Lalatta; nel 2021 furono completati gli interventi di messa in sicurezza della località e della viabilità.

## Monumenti e luoghi d'interesse

### Chiesa di San Michele

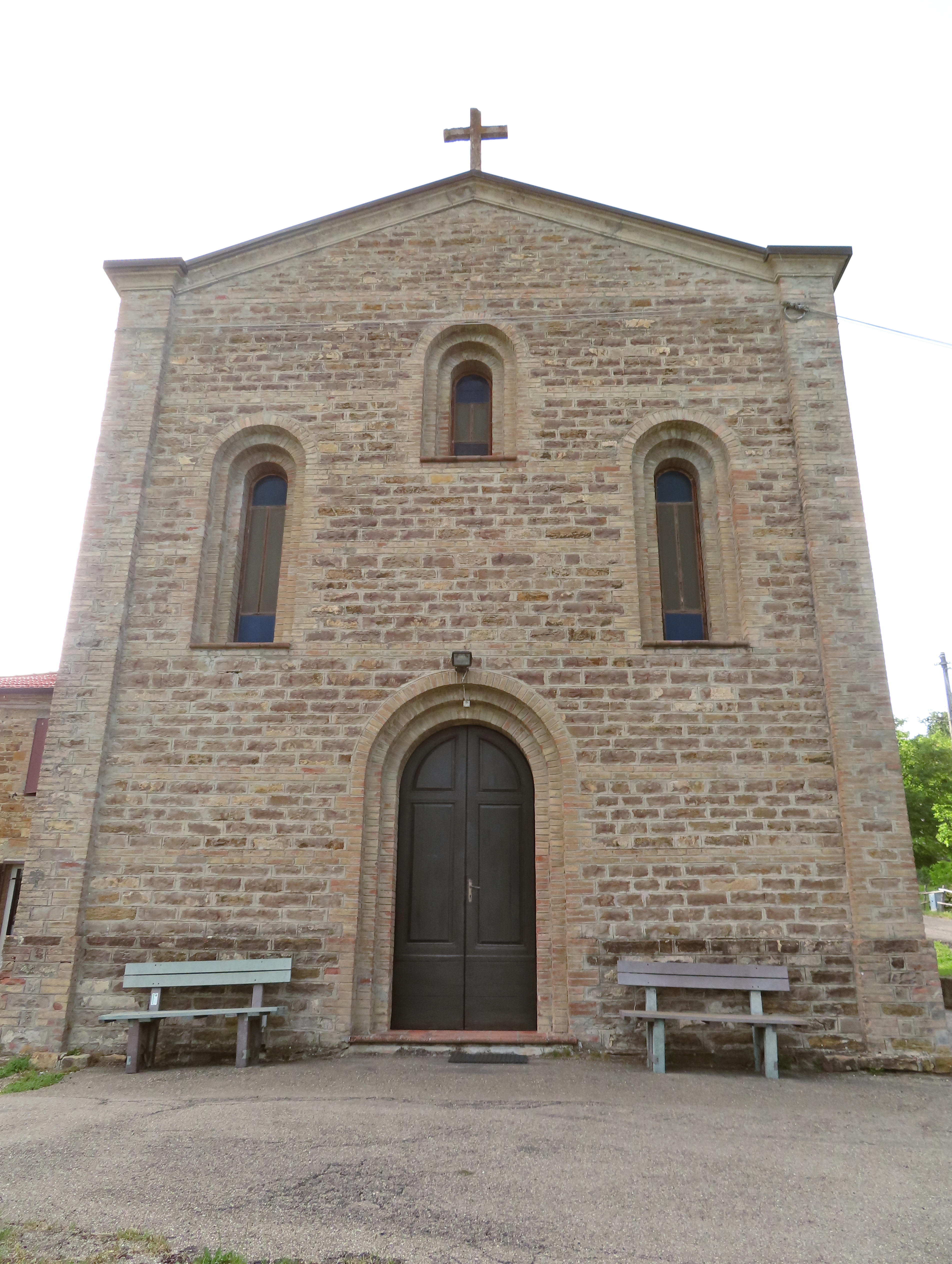
Chiesa di San Michele

Menzionata per la prima volta nel 1230, la cappella di Capriglio nel 1564 fu elevata a sede di parrocchia autonoma, che tuttavia nel 1612 fu traslata nell'antico oratorio di Casagalvana; riedificata nel 1622, la chiesa di Casagalvana crollò a causa del terremoto del 1920; ricostruita in forme neoromaniche a Capriglio tra il 1930 e il 1935, fu affiancata dal campanile nel 2002. L'edificio, sviluppato su una pianta a navata unica affiancata da una cappella per lato, presenta una facciata a capanna interamente rivestita in pietra, con un portale e tre monofore ad arco a tutto sesto profondamente strombati; all'interno l'aula, coperta da una volta a botte, accoglie un olio del 1520 raffigurante la Madonna in gloria con Bambino, angeli e i santi Michele Arcangelo, Rocco e Sebastiano, attribuito a Michelangelo Anselmi.

### Oratorio della Madonna delle Neve
Edificato nel 1690 in sostituzione dell'antica cappella di Capriglio, l'oratorio sprofondò col tempo in stato di profondo degrado, fino a crollare parzialmente nel XXI secolo.

### Casa "La Provvidenza"
Costruita nel 1937 dai padri saveriani quale residenza estiva per gli studenti della Casa madre di Parma, tra il 1942 e il 1947 la casa divenne sede di una comunità autonoma di saveriani, che gestirono anche la vicina chiesa di San Lorenzo; ceduta dopo alcuni decenni alla parrocchia di Capriglio, fu successivamente risistemata.